# Galea (Insekt)

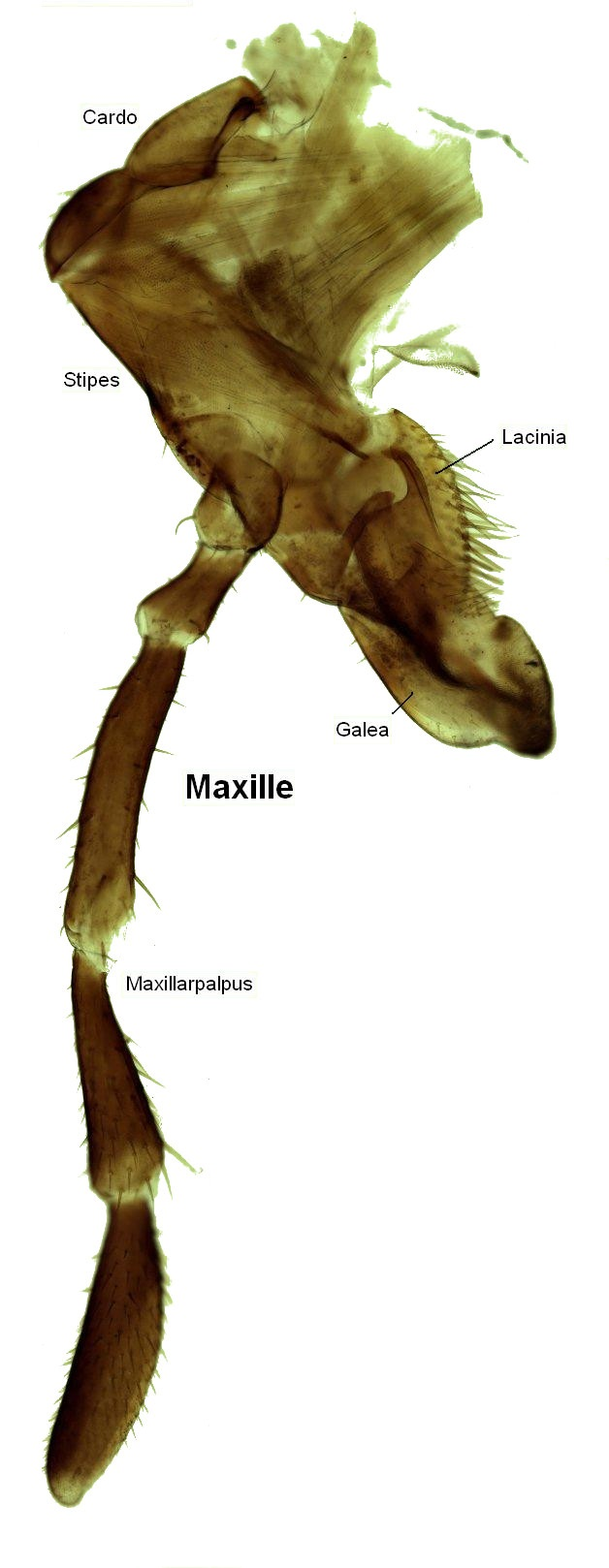
Maxille der Amerikanischen Großschabe (Periplaneta americana) mit Beschriftung der einzelnen Teile

Die Galea (lat. „Helm“), auch  Außenlade oder Lobus externus maxillae, ist die äußere Kaulade der Maxille der Insekten und gehört damit zu den Mundwerkzeugen. Sie sitzt gemeinsam mit der Lacinia (innere Lade) auf dem Stipes auf. Sie kann ebenso wie diese im oberen Bereich an der Innenfläche häufig mit Zähnen oder Dornen bestückt sein.
Bei einigen Insekten sind die Mundwerkzeuge zu stechend-saugenden Mundwerkzeugen umgebildet. Bei den Mücken bilden die Galeae gemeinsam mit den Mandibeln, dem Labrum und dem Hypopharynx die Stechborsten. Besonders ausgeprägt sind die Galeae bei den Schmetterlingen, wo sie den einrollbaren Saugrüssel bilden, während die Laciniae fast vollständig reduziert sind, und auch bei den Bienen bilden sie einen Saugrüssel.

## Belege
1. 1 2  Stichwort „Galea“ und „Außenlade“ In: Herder-Lexikon der Biologie. Spektrum Akademischer Verlag GmbH, Heidelberg 2003, ISBN 3-8274-0354-5.
2. ↑  Gerhard Seifert: Entomologisches Praktikum. Georg Thieme Verlag, Stuttgart 1975; S. 266, ISBN 3-13-4550-02-4.
3. ↑  Willi Hennig: Wirbellose II. 5. Auflage, herausgegeben von Wolfgang Hennig und Gerhard Mickoleit, Gustav Fischer Verlag, Jena 1994; S. 198–199, 224, 230, 237, ISBN 3-334-60936-7.